# Cnemidocarpa intestinata
Cnemidocarpa intestinata is een zakpijpensoort uit de familie van de Styelidae. De wetenschappelijke naam van de soort is voor het eerst geldig gepubliceerd in 1985 door Kott.